# Sopilka

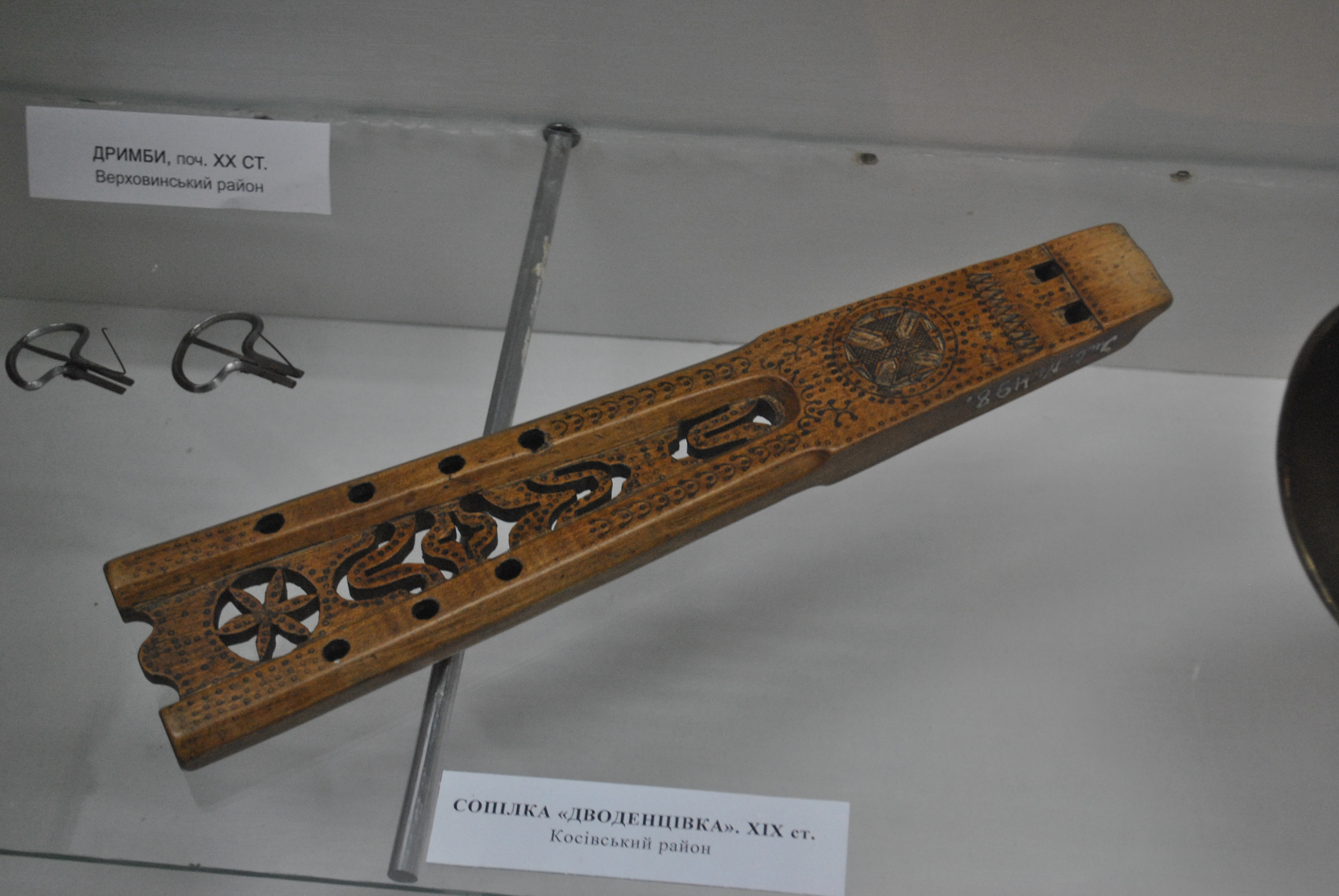

La sopilka (Сопілка en ucraniano) es un instrumento autóctono de Ucrania, originalmente utilizado por pastores, específicamente de la región de los Cárpatos, que pertenece a la familia de los instrumentos de viento.
Posee entre 6 y 10 agujeros, y una clase de sopilka posee una lengüeta que vibra para poder hacer el característico sonido. Con ella se puede imitar perfectamente varios sonidos de la naturaleza, como por ejemplo aves o algunos insectos.
Su rango tonal está entre el Do 3 y el Sol 5, quiere decir, 18 tonos (36 semitonos) en dos y media octavas. Su sonido es muy alegre, y se utiliza para canciones que infunden ese sentimiento. Su longitud estándar es de 60 cm.

## Estructura
El sonido que emite la sopilka depende de la fuerza del viento que fluye a través de esta abertura. La primera sección, llamada svistok que significa silbato, contiene la lengüeta mencionada, hecha de madera, y nombrada Copyk. En la svistok, la fricción de la columna de aire contra la copyk, logra formar la vibración necesaria que sonará dentro del cuerpo de la sopilka. 
En la Rus subcarpatiana, había dos clases de sopilky (plural de sopilka): una con el mecanismo de svistok y la otra sin él. La que contiene la mencionada lengüeta es llamada dencivka. Es fabricada con maderas nobles.
Hay que decir que en las regiones subcarpatianas de Hutsul, Bojko y Verchovyna, tanto a la sopilka como a la dencivka, se las llama pyskalky, que viene del verbo pyskaty que significa ''piar.
El rango tonal de una sopilka fabricada a mano depende de su largo y diámetro. Mientras más larga o ancha sea más graves serán los tonos, y viceversa. Seis agujeros (es lo más común en sopliky hechas a mano) perforados con un hierro caliente o con un cuchillo permiten que el intérprete pueda emitir distintas notas. 

## Historia
Se cree que la sopilka nació hace unos 20,000 años, probablemente por accidente. Si se toma un trozo de madera de sauce o tilo, y se utilizan diversas habilidades para remover la corteza y perforar el agujero principal, se logra un tubo hueco; si se le agrega otra pieza de madera tubular pero con una parte estrecha, se logra un efecto de silbato, que resuena dentro del tubo, creando un sonido agradable.
Se cuenta con registros escritos sobre la existencia de la sopilka, del siglo XI, y sobre su existencia como instrumento de viento, utilizado sobre todo por pastores. También se la encuentra en distintas publicaciones por escritores y poetas ucranianos, como Lesya Ukrayina, o Lysenko.

## Evolución
Realmente en el origen de casi todas las culturas antiguas existen pitillos y silbatos rudimentarios; podemos ver los silbatitos con forma de ave de la cultura Maya; o en Europa la predecesora de las flautas, construida con huesos de animales. La etimología de la palabra “flauta” en español, “Flöte” en alemán, es el latín flatuare o flatare que significa soplar y seguir soplando. Lo importante de cada cultura es ver hacia dónde evolucionó.
En el caso de los pueblos eslavos, el antecesor de la sopilka, existente en todo el Cáucaso, desde Irán, pasando por Armenia, hasta la parte más septentrional de Eurasia,  es la dudka.
Este instrumento de viento construido con madera, está dentro del Patrimonio Cultural Inmaterial, y es el instrumento nacional de Armenia. Aquí se llma “Duduk” o “Dziranapogh”, que literalmente significa “cuerno de albaricoque”; en Turquía se le llama “Düdük”, en Georgia es “Duduki”, en Irán y Azerbaiyán es el “Balaban” y en Ucrania es “duduka” o “Dudka”, a la que se refieren algunos de las poesías anteriormente escritas.
La denominación original era Dziranapogh, pero al invadir Armenia los turcos, le pusieron el nombre, onomatopéyico, Düdük. En ucraniano la palabra “dudka” es el diminutivo de “duda”, que significa “gaita”, y de hecho es su predecesor. En Europa occidental se utilizan mucho varias versiones de la gaita, e históricamente la encontramos en la canción “Ach du Lieber AUgustín”, en la que este personaje, que era el músico del pueblo, la interpretaba durante la edad media en los años de la peste bubónica en Viena.
En síntesis es similar a nuestra Sopilka, con 7 agujeros y cilíndrica (no cónica), con un sonido antecesor del clarinete. Cuenta con una boquilla y lengüeta muy largas en proporción al instrumento.

## Fabricación manual
Si se quiere fabricar una sopilka que produzca un sonido fino y agradable, se debe pasar por un proceso muy complicado. El primer paso es escoger una pieza de madera, rígida, dura y homogénea, que tenga la misma distancia entre los anillos de crecimiento. Si se desea fabricar varias sopilky para un grupo, todas deben ser exactamente iguales. El fabricante debe tallar, y perforar el tubo principal del cuerpo y los agujeros, con una precisión de milímetros. La sopilka bezdencivka, la que no posee el mecanismo de silbato, requiere un entrenamiento especial para quien la utiliza; solamente en las manos de un músico experto la sopilka bezdencivka sonará agradable.

## Variantes
En la región de Verchovyna existe un instrumento similar, llamado skosivka, que tiene una pieza diagonal en lugar de lengüeta, que a 45° y sin agujeros en el cuerpo del instrumento, se logra cambiar de tonos, abriendo o cerrando más la abertura final con el dedo; si se deja más abierto, el sonido es más grave, y más cerrado es más agudo. 

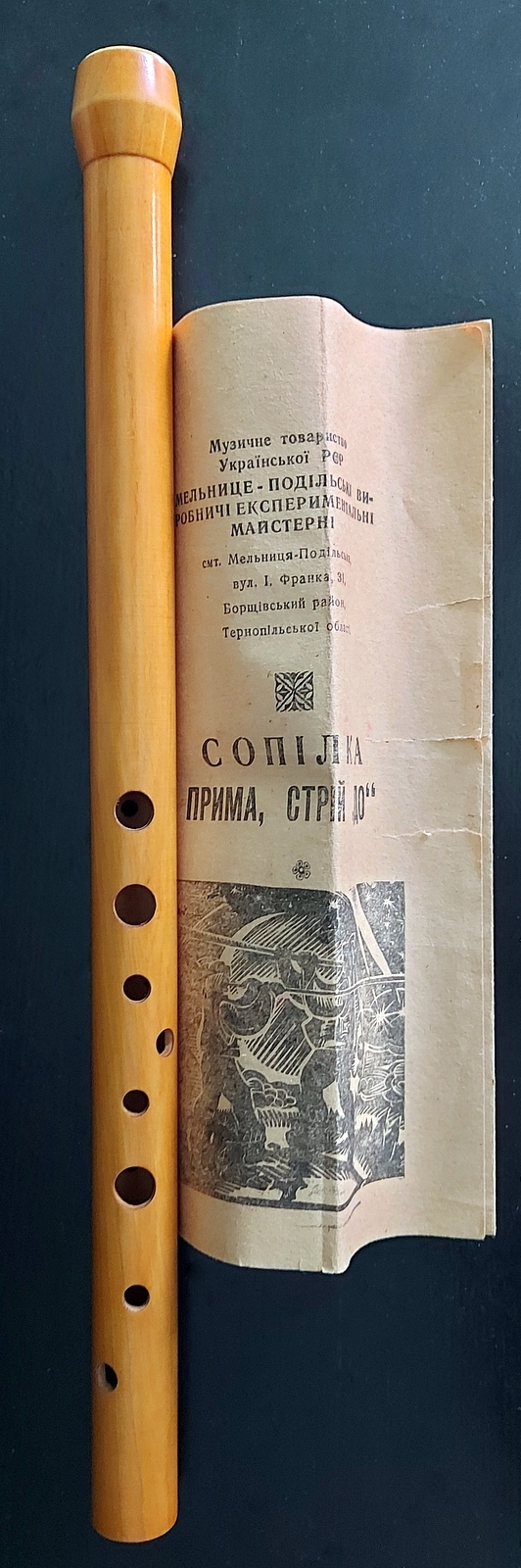
Sopilka prima

Existen sopilky más largas y más cortas, las que cambian su nombre; la flojara y la frylka. La primera tiene poco más de un metro de longitud, y seis agujeros en su cuerpo. Se le llama “Dido flojara” (del abuelo) por la tranquilidad que infunde su sonido. 
La frylka, como la flojara, no tiene mecanismo de lengüeta, y seis agujeros. La forma de la boquilla es cónica truncada, como la punta de un volcán, y se toca en una escala diatónica, seg´ún la intensidad con la que se sople. A diferencia de la flojara, que se interpreta más en solos, la frylka se toca en ensambles, y se clasifica en la actualidad según a qué instrumento acompañe: existe la frylka para violín, de 20 cm de largo y un sonido similar a un piccolo; la de címbalo de 30 cm que se asemeja al sonido de una flauta soprano; la holynonka de 40 cm suena como los registros medios de la flauta. 
Y la dencivka también tiene variaciones en su forma: la dvodencivka, la kuvycja y la telynka.
La dvodencivka o dzurun’kalka es una dencivka doble; es decir, dos dencivky talladas en una sola pieza de madera. Tiene forma rectangular y solamente uno de los tubos tiene los 6 agujeros perforados; el otro no posee agujeros. }el tubo no perforado dará un acompañamiento monotonal constante, mientras que el otro tubo interpreta la melodía. 
La kuvycja se llama así pues imita el sonido del ave europea, el kuckuck, y es conocida por los occidentales como “la flauta de Pan”. Consiste en ocho a diez tubitos cortos de diferentes longitudes ordenados del más corto al más largo. Son atados o pegados juntos con resina. Se sopla en ellos, produciendo una escala diatónica de do a do. 
En la región de Verchovyna se puede aún encontrar la telynka. Con 70 cm de longitud y boquilla, pero sin agujeros, cambiando los tonos como se mencionó con la skosivka.

### Variantes orquestales
Se han logrado desarrollar, cambiando las dimensiones de largo y diámetro, sopilky para las cuatro tesituras musicales.
- Sopilka Prima: La más corta, abarca un rango tonal de Sol 3 a Re 6.

- Sopilka Alto: De Sol 2 a Sol 5

- Sopilka Tenor: De Fa 2 a Do 4, se utiliza también como solista.

- Sopilka Bajo: La más larga. De Do 2 a Sol 5.

## Uso actual
La sopilka ya es un instrumento muy utilizado en orquestas sinfónicas ucranianas, y a nivel popular muchos grupos musicales modernos que la han adoptado: el primero fue el grupo de folk-rock Kobza, pero luego también ha sido utilizada por cantantes y grupos muy famosos en Ucrania, como son Ruslana, Haydamaky o Kubasonics. 
Su interpretación se combina algunas veces con la bandura, kobza o el violín, instrumento también muy importante en Ucrania.

## Galería

Казка Калинова Сопілка
Sopilka-Instrumento folclorico ucraniano